# Avijan
Avijan (Avianus) je bio starorimski pisac, koji je prevađao grčke bajke na latinski. 
Živio je u 5. stoljeću.